# ذوات عظم القص الجانبي
ذوات عظم القص الجانبي (الاسم العلمي: Plagiosauridae)، هو فرع حيوي من برمائيات مقسومات الفقار وكانت تعيش في العصر الثلاثي الأوسط إلى أواخر العصر الثلاثي. توجد رواسب المجموعة بشكل شائع في بيئات ترسيبية مائية غير بحرية في وسط أوروبا وغرينلاند، لكن هُناك بقايا أخرى عُثر عليها في روسيا والدول الاسكندنافية وربما في تايلاند.